# Filigrán

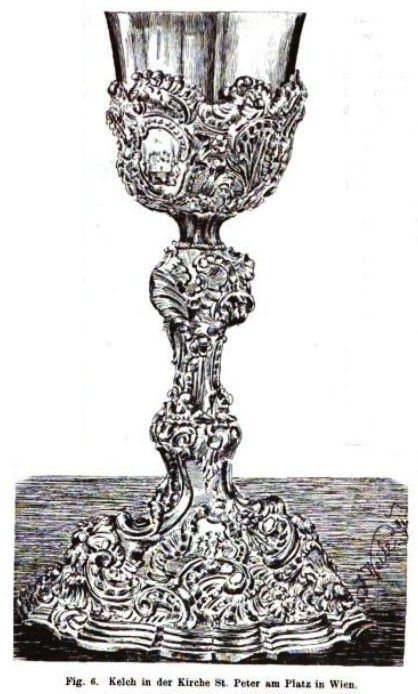
Filigránnal díszített kehely.

A filigrán (eredete a latin filum=fonal és granum=gabonaszem szavakból) vékony arany-és ezüstdrótból készült ötvösmű vagy ékszer. Más ötvöstárgyon (például kelyhen) dísz gyanánt is szerepelhet. Legszebb példái a bizánci és a román művészet korában (X-XII. században) és a késő gót stílus korában (XV-XVI. század) készültek. Ékszer gyanánt egész Európában használják. Legismertebbek a velencei filigrán ékszerek.